# MAT-Ceresit-CCC/2000
Deze pagina geeft een overzicht van de MAT-Ceresit-CCC wielerploeg in 2000. 

## Algemeen
Sponsors: MAT, Ceresit, CCC
Algemeen manager: Jan Orda
Ploegleiders: Andrzej Sypytkowski, Jacques Jolidon, Luc Schuddinck (vanaf mei)
Fietsmerk: Scapin

## Renners
| Naam                 | Geboortedatum | Nationaliteit | Ploeg 1999                 |
| -------------------- | ------------- | ------------- | -------------------------- |
| Luca Belluomini      | 30-11-1976    | Italië        | Navigare-Gaerne            |
| Mariusz Bilewski     | 08-03-1971    | Polen         | Stagiair                   |
| Fausto Cannone       | 17-08-1969    | Italië        | Greese                     |
| Sławomir Chrzanowski | 24-01-1969    | Polen         | Mróz                       |
| Marcin Gębka         | 08-04-1974    | Polen         | Mróz                       |
| Grzegorz Gronkiewicz | 10-04-1965    | Polen         | Neo                        |
| Tomasz Kloczko       | 24-09-1971    | Polen         | Neo                        |
| Artur Krasiński      | 18-06-1971    | Polen         | Neo                        |
| Dainis Ozols         | 09-11-1966    | Letland       | Geen ploeg                 |
| Zbigniew Piątek      | 01-05-1966    | Polen         | Mróz                       |
| Piotr Przydział      | 15-05-1974    | Polen         | Neo                        |
| Radosław Romanik     | 16-01-1967    | Polen         | Neo                        |
| Dimitri Sedoen       | 02-01-1971    | Rusland       | De Nardi-Pasta Montegrappa |
| Massimo Sorice       | 22-10-1975    | Italië        |                            |
| Krzysztof Szafranski | 21-11-1972    | Polen         | Neo                        |
| Cezary Zamana        | 14-11-1967    | Polen         | Mróz                       |
| Piotr Zaradny        | 16-02-1972    | Polen         | Neo                        |

## Overwinningen
Koers van de Olympische Solidariteit
6e etappe: Dimitri Sedoen
Bałtyk-Karkonosze-Tour
1e etappe: Piotr Zaradny
5e etappe deel A: Radosław Romanik
Ronde van Macedonië
2e etappe: Mariusz Bilewski
8e etappe: Mariusz Bilewski
2000 · 2001 · 2002 · 2003 · 2004 · 2005 · 2006 · 2007 · 2008 · 2009 · 2010 · 2011 · 2012 · 2013 · 2014 · 2015 · 2016 · 2017 · 2018 · 2019 · 2020